# Schloßberg (Vorderweidenthal)
Der Schloßberg ist ein 437,6 m ü. NHN hoher Berg im Wasgau, dem südlichen Teil des Pfälzerwaldes.

## Geographie

### Lage
Der Berg befindet sich größtenteils auf der Gemarkung von Vorderweidenthal. Lediglich der Nordosthang gehört zu Gossersweiler-Stein; in diesem Bereich entspringt außerdem der Klingbach. An seiner Ostflanke befindet sich der Wohnplatz Lindelbrunn samt dem Wanderheim Cramerhaus.

### Naturräumliche Zuordnung
1. Großregion 1. Ordnung: Schichtstufenland beiderseits des Oberrheingrabens
2. Großregion 2. Ordnung: Pfälzisch-saarländisches Schichtstufenland
3. Großregion 3. Ordnung: Pfälzerwald
4. Region 4. Ordnung (Haupteinheit): Wasgau
5. Region 5. Ordnung: Dahn-Annweiler Felsenland

## Charakteristika
Beim Schloßberg handelt es sich um einen prägnanten, reinen Kegelberg. Er ist vollständig bewaldet und enthält Mischwald, bei dem Buchen dominieren. Er bietet ein umfassendes Panorama das als „Wasgau-Blick“ bezeichnet wird.

## Bauwerke
Auf dem Schloßberg steht die Ruine der Burg Lindelbrunn.

## Verkehr
Die Kreisstraße 10 führt von der Vorderweidenthaler Kerngemeinde bis an den Ostfuß des Berges; dort befindet sich außerdem ein Wandererparkplatz.

## Tourismus
Am Berg vorbei führen der mit einem blauen Balken markierte Fernwanderweg Staudernheim–Soultz-sous-Forêts sowie ein mit einem gelb-roten Balken markierter Weg, der vom Wellbachtal bis nach Rülzheim verläuft, ein weiterer, der mit einem roten Punkt gekennzeichnet ist und von Hertlingshausen bis nach Wingen verläuft sowie ein Wanderweg, der mit einem blauen Kreuz markiert ist, der von Niederhausen nach Sankt Germanshof verläuft.